# Stanau
Stanau è una frazione della città tedesca di Neustadt an der Orla.

## Storia
Il 1º gennaio 2019 il comune di Stanau venne soppresso e aggregato alla città di Neustadt an der Orla.